# La Villedieu-du-Clain
La Villedieu-du-Clain è un comune francese di 1 530 abitanti situato nel dipartimento della Vienne nella regione della Nuova Aquitania.

## Società

### Evoluzione demografica
Abitanti censiti